# یوزبند
یوزبند یا یوزبنده یکی از روستاهای استان آذربایجان شرقی است که در دهستان بزکش بخش مرکزی شهرستان اهر واقع شده‌است.این روستا ۳۶ نفر جمعیت دارد.
این روستا به عنوان ییلاق برای عشایر منطقه استفاده می‌گردد.

## موقعیت جغرافیایی
مردم این روستا در زمستان و پاییز به شهرستان اهر کوچ می‌کنند و اکثراً در کنار کشاورزی به سایر مشاغل از جمله صنعت و مشاغل دولتی اشتغال دارند.
این روستا دارای چندین چشمه آب می‌باشد و از وسط روستا نیز رودخانه کوچی جریان دارد که برای آبیاری زمین‌ها و باغات اهالی روستا و سایر روستاها استفاده می‌شود.

## محصولات
این روستا منبع غنی از انواع گیاهان دارویی می‌باشد و مکان بسیار خوبی برای پرورش زنبور عسل است.
درختان رایج این روستا گردو، سیب، گیلاس، آلبالو و… می‌باشد و گندم، جو، لوبیا و عدس از عمده محصولات این روستا است.